# USS Neuendorf (DE-200)
USS Neuendorf (DE-200) là một tàu hộ tống khu trục lớp Buckley được Hải quân Hoa Kỳ chế tạo trong Chiến tranh Thế giới thứ hai. Tên nó được đặt theo thủy thủ William Frederick Neuendorf Jr. (1916-1941), người từng phục vụ trên thiết giáp hạm Nevada (BB-36) và đã tử trận trong vụ tấn công Trân Châu Cảng vào ngày 7 tháng 12, 1941. Nó đã phục vụ cho đến khi chiến tranh kết thúc, xuất biên chế năm 1946 và rút đăng bạ năm 1967, nhưng không rõ số phận sau đó. Neuendorf được tặng thưởng ba Ngôi sao Chiến trận do thành tích phục vụ trong Thế Chiến II.

## Thiết kế và chế tạo
Những chiếc thuộc lớp tàu hộ tống khu trục Buckley có chiều dài chung 306 ft (93 m), mạn tàu rộng 37 ft 1 in (11,30 m) và độ sâu mớn nước khi đầy tải là 11 ft 3 in (3,43 m). Chúng có trọng lượng choán nước tiêu chuẩn 1.400 tấn Anh (1.400 t); và lên đến 1.740 tấn Anh (1.770 t) khi đầy tải. Hệ thống động lực bao gồm hai turbine hơi nước General Electric công suất 13.500 mã lực (10.100 kW), dẫn động hai máy phát điện công suất 9.200 kilôwatt (12.300 hp) để vận hành hai trục chân vịt;  công suất 12.000 hp (8.900 kW) cho phép đạt được tốc độ tối đa 23 kn (26 mph; 43 km/h), và có dự trữ hành trình 6.000 nmi (6.900 mi; 11.000 km) khi di chuyển ở vận tốc đường trường 12 kn (14 mph; 22 km/h).
Vũ khí trang bị bao gồm ba pháo 3 in (76 mm)/50 cal trên tháp pháo nòng đơn có thể đối hạm hoặc phòng không, một khẩu đội 1,1 inch/75 caliber bốn nòng và tám pháo phòng không Oerlikon 20 mm. Vũ khí chống ngầm bao gồm một dàn súng cối chống tàu ngầm Hedgehog Mk. 10 (có 24 nòng và mang theo 144 quả đạn); hai đường ray Mk. 9 và tám máy phóng K3 Mk. 6 để thả mìn sâu. Khác biệt đáng kể so với lớp Evarts dẫn trước là chúng có thêm ba ống phóng ngư lôi Mark 15 21 inch (533 mm). Thủy thủ đoàn đầy đủ bao gồm 186 sĩ quan và thủy thủ.
Neuendorf được đặt lườn tại Xưởng hải quân Charleston ở Charleston, South Carolina vào ngày 15 tháng 2, 1943. Nó được hạ thủy vào ngày 1 tháng 6, 1943; được đỡ đầu bởi bà Edna Rose Morton, chị thủy thủ Neuendorf, và nhập biên chế vào ngày 18 tháng 10, 1943 dưới quyền chỉ huy của Hạm trưởng, Thiếu tá Hải quân Jasper Newton McDonald Jr.

## Lịch sử hoạt động
Sau khi hoàn tất chuyến đi chạy thử máy huấn luyện tại khu vực Bermuda và được sửa chữa tại Xưởng hải quân Charleston, Neuendorf, trong thành phần Đội hộ tống 37, lên đường đi New Orleans để tham gia một đoàn tàu vận tải chuyển quân và hướng đến Panama. Từ đây nó chuyển sang khu vực Mặt trận Thái Bình Dương, đi đến Nouméa, New Caledonia vào ngày 28 tháng 1, 1944. Trong tháng 3, nó hộ tống các tàu vận tải và tiếp liệu tại các khu vực quần đảo Solomon và New Hebrides cũng như hộ tống cho các tàu tiếp dầu hạm đội khi chúng tiếp nhiên liệu cho các đội đặc nhiệm tàu sân bay nhanh trong các chiến dịch không kích xuống các căn cứ Truk và Palau của đối phương.
Neuendorf sau đó được điều động sang Đệ Thất hạm đội, trình diện để phục vụ tại vịnh Milne, New Guinea vào ngày 7 tháng 4. Nó hộ tống các đoàn tàu vận tải chuyển lực lượng tăng viện đến Hollandia, Aitape và vịnh Tanahmerah Bay, tiếp tục các hoạt động này cho đến tháng 6, khi nó mở rộng phạm vi hoạt động đến Saidor, Manus và Biak. Từ ngày 25 tháng 6 đến ngày 7 tháng 7, nó hoạt động tuần tra chống tàu ngầm ngoài khơi Biak, và sau đó tại Aitape cho đến cuối tháng, khi nó quay trở lại nhiệm vụ hộ tống vận tải.
Vào giữa tháng 8, Neuendorf quay trở lại vịnh Purvis, quần đảo Florida để tiếp nối hoạt động hộ tống vận tải tại khu vực Solomon cho đến ngày 13 tháng 10. Nó lên đường đi Manus cho một lượt phục vụ khác cùng Đệ Thất hạm đội, hộ tống một đội tàu tiếp liệu đạn dược đi Kossol Roads và một đội tàu chở dầu đi Hollandia. Con tàu đã bắn phá các vị trí đối phương tại khu vực vịnh Maffin, rồi khởi hành từ Wakde để hộ tống một đội tàu đổ bộ LST hướng sang Leyte, Philippines, đến nơi vào ngày 15 tháng 11. Lên đường ngay hôm đó để quay trở lại Hollandia, nó thực hành huấn luyện nhằm chuẩn bị cho cuộc đổ bộ tiếp theo lên Luzon.
Vào ngày 2 tháng 1, 1945, Neuendorf khởi hành đi Philippines cùng một đội tàu chở dầu. Họ gặp gỡ Đội Quét mìn Lingayen, và cùng băng qua eo biển Surigao để tiến đến vịnh Leyte. Máy bay đối phương đã quấy phá lực lượng trên đường đi khi họ hướng lên phía Bắc về phía Mindoro, nơi các tàu chở dầu thả neo tại vịnh Mangarin dưới sự bảo vệ của Neuendorf và tàu chị em Manning (DE-199). Từ ngày 5 tháng 1 đến ngày 21 tháng 2, chiếc tàu hộ tống khu trục đã tuần tra chống tàu ngầm, phục vụ như tàu cột mốc radar canh phòng cũng như bảo vệ cho các tàu chở dầu tại khu vực tiếp nhiên liệu.
Sau khi quay trở lại Leyte để được bảo trì vào ngày 22 tháng 2, Neuendorf tiếp nối vai trò hộ tống vận tải giữa New Guinea và Philippines. Đến ngày 15 tháng 4, nó đảm nhiệm vai trò soái hạm cho Tư lệnh Lực lượng Phòng vệ Hải quân Iloilo, Panay. Bốn tháng sau đó, khi Nhật Bản chấp nhận đầu hàng vào ngày 15 tháng 8 giúp kết thúc cuộc xung đột, nó quay trở lại Leyte và thực hiện chuyến đi hộ tống vận tải đến Okinawa. Nó rời vùng biển Philippines vào ngày 1 tháng 10 cho hành trình quay trở về Hoa Kỳ.
Về đến San Diego, California vào ngày 23 tháng 10, Neuendorf được cho đại tu để chuẩn bị ngừng hoạt động. Nó được cho xuất biên chế vào ngày 14 tháng 5, 1946 và được đưa về Hạm đội Dự bị Thái Bình Dương. Con tàu không bao giờ được đưa ra hoạt động trở lại; tên nó được cho rút khỏi danh sách Đăng bạ Hải quân vào ngày 1 tháng 7, 1967, và con tàu bị đánh chìm như một mục tiêu ngoài khơi bờ biển California vào ngày 30 tháng 11, 1967.

## Phần thưởng
Neuendorf được tặng thưởng ba Ngôi sao Chiến trận do thành tích phục vụ trong Thế Chiến II.
|                                         |  |  |
| Bronze star · Bronze star · Bronze star |  |  |

| Dãi băng Hoạt động Tác chiến (truy tặng)                                | Dãi băng Hoạt động Tác chiến (truy tặng) | Huân chương Chiến dịch Hoa Kỳ        | Huân chương Chiến dịch Hoa Kỳ                  |
| Huân chương Chiến dịch Châu Á-Thái Bình Dương với 3 Ngôi sao Chiến trận | Huân chương Chiến thắng Thế Chiến II     | Huân chương Chiến thắng Thế Chiến II | Huân chương Giải phóng Philippine (Philippine) |